# Noé Pamarot

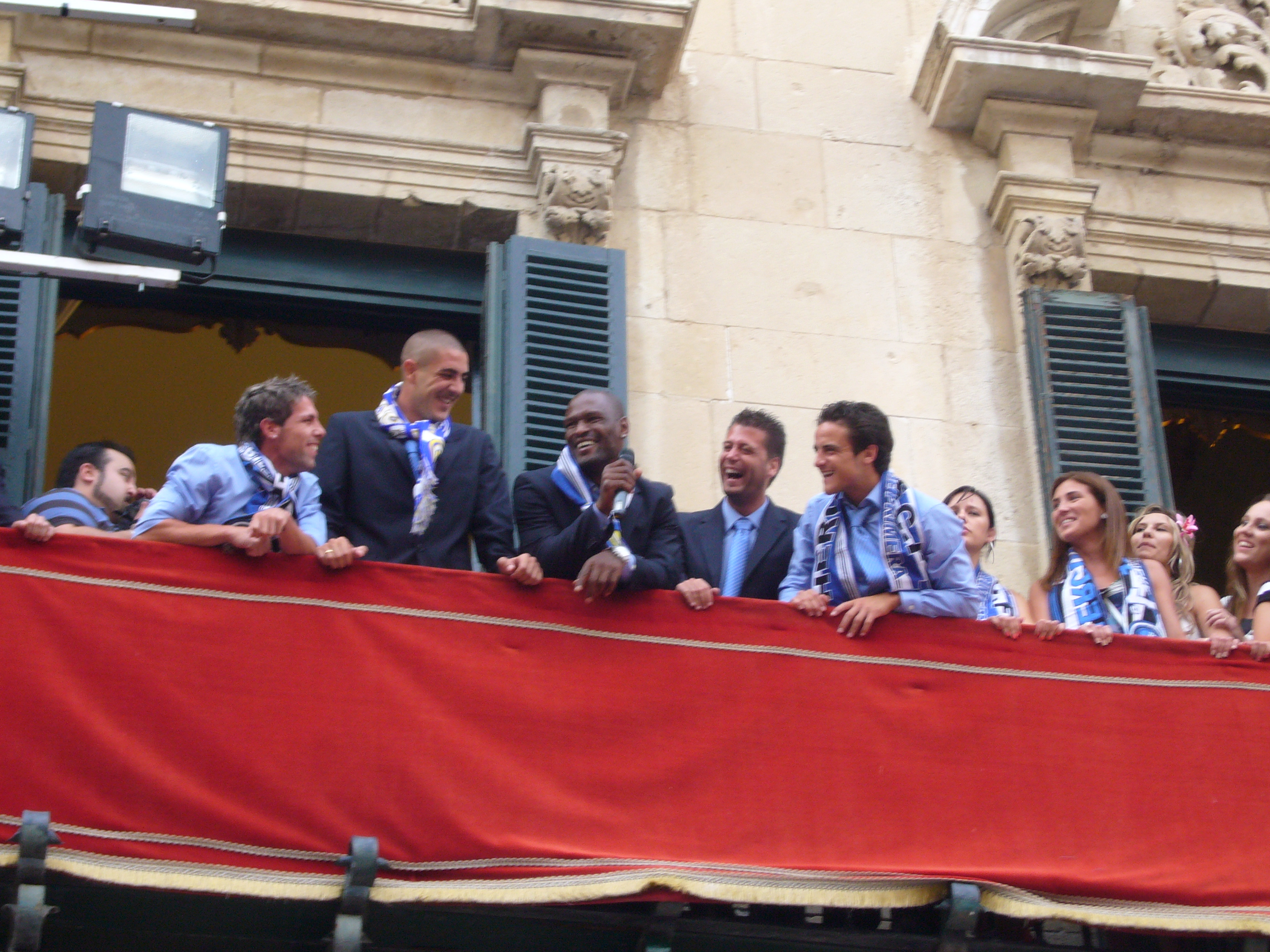
Pamarot en el Ayuntamiento de Alicante durante la celebración por el ascenso a Primera en 2010.

Noé Elías Pamarot (Fontenay-sous-Bois, 14 de abril de 1979) es un exfutbolista francés que jugaba de defensa central.

## Trayectoria
Termina su contrato con el Portsmouth FC. Y en agosto de 2009 ficha por dos temporadas con el Hércules CF. Con el objetivo de ascender a Primera División de España consiguiendo el ascenso con el Hércules a 1ªdivison y siendo titular indiscutible durante toda la temporada . En el verano de 2011 recala en las filas del recién ascendido Granada Club de Fútbol. Después de jugar la primera parte del primer partido de Liga contra el Betis, no ha vuelto a ir convocado por su baja forma.

## Hércules de Alicante
Se queda en paro, y sin equipo tras tener problemas para rescindir su contrato con su anterior club el Granada C.F., y el Hércules CF le da la oportunidad de entrenarse con el grupo. 
En el mercado invernal, el día 8 de enero de 2013, el Hércules CF con escasos recursos económicos, consigue hacerse con sus servicios hasta final de temporada, siendo un jugador referente junto a David cortes para conseguir la permanencia matemática en 2 división. 

## Clubes
| Club                | País       | Año       | Partidos | Goles |
| ------------------- | ---------- | --------- | -------- | ----- |
| FC Martigues        | Francia    | 1997-1999 | 28       | 2     |
| Olympique de Niza   | Francia    | 1999-2000 | 14       | 0     |
| Portsmouth (Cedido) | Inglaterra | 1999-2000 | 3        | 0     |
| Olympique de Niza   | Francia    | 2000-2004 | 133      | 6     |
| Tottenham Hotspur   | Inglaterra | 2004-2006 | 30       | 2     |
| Portsmouth FC       | Inglaterra | 2006-2009 | 73       | 5     |
| Hércules C.F.       | España     | 2009-2011 | 39       | 0     |
| Granada C.F.        | España     | 2011-2012 | 3        | 0     |
| Hércules C.F.       | España     | 2013-2014 | 31       | 3     |
| Jove Español        | España     | 2015-2016 |          |       |

## Palmarés

### Campeonatos nacionales
| Título       | Club                      | País       | Año  |
| ------------ | ------------------------- | ---------- | ---- |
| Copa FA      | Portsmouth FC             | Inglaterra | 2008 |
| Liga Ricondo | Lledo Yanguas Asesores FC | España     | 2015 |

- Datos: Q375930
- Multimedia: Noé Pamarot / Q375930